# Antonio del Castillo y Ventimiglia
Antonio del Castillo y Ventimiglia Málaga, 24 de enero de 1686-Málaga, 1740) fue el III marqués de Villadarias, VI marqués de Cropani y III conde de Peñón de la Vega.

## Biografía
Antonio del Castillo nació en Málaga el 24 de enero de 1686. Su padre era Francisco del Castillo y Fajardo, II marqués de Villadarias. Su madre era Paula de Ventimiglia y Rodríguez de Santisteban, II princesa de Santo Mauro de Nápoles, V marquesa de Cropani y III condesa de Peñón de la Vega. Su madre era la viuda de Pedro de Lucena y Sotomayor, con quien había tenido una hija. En segundas nupcias casó con el Marqués de Villadarias, naciendo Antonio y sus hermanos.
Del primer matrimonio de su madre, había nacido Leonor Petronila, que fue nombrada por la princesa de Santo Mauro de Nápoles como sucesora al principado. Le impuso una cláusula que establecía la necesidad de recaer el título en la Casa de Castillo en caso de falta de sucesión masculina.
Antonio era el primogénito del segundo matrimonio de la princesa de Santo Mauro de Nápoles, dejándole su madre a él el marquesado de Cropani y el condado de Peñón de la Vega, además de ser el sucesor del marquesado de Villadarias.
El 3 de agosto de 1702 ingresó como caballero de la Orden de Santiago. Además ocupó los cargos de comandante general de la Plaza de Orán y teniente general de los Reales Ejércitos.
En abril de 1716 falleció su padre, pasándole a él el título de marqués de Villadarias. Y en 1721 su madre, obteniendo Antonio su parte de su herencia materna.
Antonio, que había casado con su secretaria María Muñoz de Lorca, falleció en 1740 sin descendencia, siendo el siguiente en la lista de sucesión su hermano Francisco. Tras rechazar el título Francisco, que estaba dedicado a impartir la fe católica como obispo de Barcelona y más tarde de Jaén, sus hermanos Jerónimo y Juan Bautista se repartieron sus pertenencias, quedando Jerónimo con el marquesado de Cropani y con el condado de Peñón de la Vega y Juan Bautista con el marquesado de Villadarias.